# Orfelia indistincta
Orfelia indistincta är en tvåvingeart som först beskrevs av Enrico Adelelmo Brunetti 1912.  Orfelia indistincta ingår i släktet Orfelia och familjen platthornsmyggor. Inga underarter finns listade i Catalogue of Life.